# Eimeria necatrix
Eimeria necatrix je kokcidie patogenní pro kura domácího a podobně jako kokcidie E. tenella bývá příčinou závažně probíhající kokcidiózy v komerčních chovech (až 25% mortalita). Pravděpodobně pro nižší reprodukční potenciál není E. necatrix schopna konkurovat s jinými kokcidiemi Eimeria spp. a je proto většinou diagnostikována až u kuřic starších 9–14 týdnů. Změny se nacházejí v tenkém střevu přibližně ve stejných lokalitách jako při infekci E. maxima. Sexuální stadia i oocysty se ale nevyvíjejí v tenkém střevu, ale ve slepých střevech.
Prvotní změny na sliznici střeva se mohou objevovat již na začátku schizogonie, tj. za 2–3 dny po infekci (PI). Kolem 4. dne PI je střevo silně dilatované, sliznice zesílená a lumen naplněno tekutinou, krví a buněčným detritem. Přes serózu střeva jsou vidět malé bělavé uzlíky anebo drobné, tečkovité červené krváceniny (petechie). Stěry sliznice střeva vyšetřované mikroskopicky v období 4.–5. dne PI vykazují četné shluky velkých schizontů 2. generace (velikosti kolem 66 µm) až s několika sty merozoitů. Shluky schizontů zasahují až do submukózy, poškozují hladkou svalovinu i stěnu krevních cév. Třetí generace schizontů ve sliznici slepých střev produkuje méně merozoitů (6–16) a stejně jako gametocyty mají jen minimální patogenní účinek na sliznici slepých střev.
Infekce 75 000 až 100 000 oocyst E. necatrix je dostačují k tomu, aby způsobila u kuřat pokles hmotnosti, morbiditu i mortalitu. Kuřata přežívající takouvou infekci jsou zakrslá, často podléhají jiným infekcím a mívají zhoršenou pigmentaci kůže. V trusu postižených kuřat se objevuje větší množství tekutiny (polyurie), krev a hlen.
Minimální prepatentní doba (interval od počátku infekce až po vyloučení prvních oocyst) u E. necatrix je 138 hodin a minimální sporulační doba (doba potřebná k dozrání oocysty do infekčního stavu) činí 18 hodin. Maximální reprodukce zjištěná po pozření 1 oocyty – 58 000 oocyst.